# NGC 4000
NGC 4000 (również PGC 37643 lub UGC 6949) – galaktyka spiralna (Sbc), znajdująca się w gwiazdozbiorze Lwa. Odkrył ją Lawrence Parsons 25 kwietnia 1878 roku.